# Die 120 Tage von Sodom (Theaterstück)
Die 120 Tage von Sodom ist ein von Johann Kresnik in Zusammenarbeit mit Gottfried Helnwein inszeniertes Tanztheaterstück, das 2015 in der Volksbühne Berlin uraufgeführt wurde. Das Libretto stammt von Christoph Klimke. Es basiert auf dem Episodenroman Die 120 Tage von Sodom des französischen Schriftstellers Marquis de Sade aus dem Jahre 1785.